# Rasbora lacrimula
Rasbora lacrimula är en fiskart som beskrevs av Renny Hadiaty och Maurice Kottelat 2009. Rasbora lacrimula ingår i släktet Rasbora och familjen karpfiskar. Inga underarter finns listade i Catalogue of Life.